# Cassandre Beaugrand
Cassandre Beaugrand (Livry-Gargan, 23 maggio 1997) è una triatleta francese.

## Biografia
Ha rappresentato la Francia ai Giochi olimpici estivi di Rio de Janeiro 2016, dove si è piazzata trentesima nella prova individuale
Alla sua seconda partecipazione olimpica a Tokyo 2020 ha vinto la medaglia di bronzo nella gara a squadre, gareggiando coi connazionali Dorian Coninx, Léonie Périault e Vincent Luis. Nella prova individuale non è riuscita a portare a termine la gara. Alle olimpiadi di Parigi del 2024 vince la medaglia d'oro nella prova individuale.

## Palmares
- Giochi olimpici

Tokyo 2020: bronzo nella gara a squadre;
Parigi 2024: oro nella gara individuale;
- Mondiali a staffetta

Amburgo 2014: argento nella staffetta mista;
Amburgo 2018: oro nella staffetta mista;
Amburgo 2019: oro nella staffetta mista;
Amburgo 2020: oro nella staffetta mista;
- Europei

Kitzbühel 2017: argento nelle staffetta mista;
Glasgow 2018: oro nella staffetta mista; bronzo nell'individuale;
- Europei velocità

Châteauroux 2016: bronzo nell'individuale;